# Umberto Riva
Umberto Riva (Milano, 16 giugno 1928 – Palermo, 25 giugno 2021) è stato un architetto e designer italiano.

## Biografia
Studiò architettura a Venezia, dove fu allievo di Carlo Scarpa, laureandosi nel 1959; iniziò quindi la sua attività professionale a Milano nel 1960.

Nel 1985 presentò alla Biennale di Parigi il progetto di Casa Frea e alla mostra "Progetto domestico" della XVII Triennale di Milano.

Nel 1987 prese parte alla mostra "Le città immaginate" con un progetto su Ancona.

Nel 1988 allestì lo spazio espositivo della sezione Paesaggio alla mostra "Le città del mondo e il futuro della metropoli" alla Triennale di Milano.

L'attività didattica lo portò ad insegnare a Palermo (1982-1983), a Venezia (1987-1998), al Politecnico di Milano (1992-1993), all'Istituto Europeo di Design (1997-1998), e all'Ecole d'Architecture a Nancy.

Dal 1999 fu Accademico di San Luca.

## Opere e progetti

### Edilizia
- Casa per vacanze, Stintino (SS), con Fredi Drugman;[1]
- Casa per vacanze, Oliveto Lario (CO), con Giacomo Scarpini, 1962;
- Cooperativa d'abitazione, via Paravia a Milano, con B. Bottero, 1966;
- Progetto di un edificio per uffici, 1966;
- Casa Berrini, Taino (VA), 1967;[2]
- Casa Giorgio Riva, Lesmo (MB), 1968;[3]
- Officina C & B, Novedrate (CO), 1969;
- Case di Palma, Stintino, (SS), 1971;[4]
- Appartamento per un collezionista d'arte, 1974;
- Casa Ferrario, Osmate (VA), 1975;[5]
- Scuola elementare e media, Faedis (UD), con J. Sanchez, 1978;
- Progetto per l'area della marina di Petrarolo, Castellammare del Golfo (TP), con Adriana Bisconti, Gedo Campo, Maria de Carolis, Giuseppe Gabriele, Eliana Mauro, Antonio Fontana, Rosario Fontana, Donato Messina e Pierangelo Trabelli, 1980;
- Progetto per l'area della circonvallazione esterna, Vita (TP), con Adriana Bisconti, Gedo Campo, Maria de Carolis, Giuseppe Gabriele, Eliana Mauro, Antonio Fontana, Rosario Fontana, Donato Messina e Pierangelo Trabelli, 1980;
- Nuovo insediamento residenziale, valle dell'Oued Touil (Algeria), con M. Bahadori, G. Campo, B. Morello, G. Scudo, 1980;
- Palazzo d'abitazione, via Conchetta a Milano, 1982;
- Ristrutturazione ed arredamento casa Frea, Milano, 1983;
- Casa De Paolini, via Tantardini a Milano, con P. Zanella, 1985;
- Studio Frea, Milano, 1985;
- Ristrutturazione di un appartamento, via Arena a Milano, con Francesca Riva, Giovanni Drugman, 1986;
- Ristrutturazione di un appartamento, via Crema a Milano, con Giovanni Drugman, 1986;
- Casa d'abitazione nel centro storico, Otranto (LE), con Francesca Riva, M. Della Torre, Giovanni Drugman, 1986;
- Casa Insinga, in via Arena a Milano, con Francesca Riva, Giovanni Drugman, 1986;
- Progetto per lo Sperone Del Guasco, Ancona, con M. Della Torre, P. Zanella, Giovanni Drugman, 1987;
- Appartamento Poggi/Dragone, Corso di Porta Ticinese a Milano, con Francesca Riva, Giovanni Drugman, 1988;
- Planivolumetrico del Centro Civico, Salemi, (TP), con Marcella aprile, Vita Maria Trapani, Ivan Agnello, 1989;
- Sistemazione di Piazza San Nazaro in Brolo, Milano, 1989;[6]
- Casa Miggiano, Otranto (LE), con Giacomo Borella, Paola Froncillo, Francesca Riva, 1989;[7]
- Negozio I. B. Office, Padova, con G. Borella, A. Fanton, Paola Froncillo, Francesca Riva, 1991;
- Ristrutturazione di Casa Frea, Otranto (LE), con Giovanni Drugman, Paola Froncillo, S. Girandi, Francesca Riva, 1992;
- Ristrutturazione di un appartamento, New York, 1993;
- Porta d'ingresso e vetrina della galleria A.A.M. Architettura Arte Moderna, Milano, 1994;[8]
- Restauro del piano terreno del Caffè Pedrocchi, Padova, con M. Macchietto, P. Bovini, M. Manfredi, 1997;
- Progetto per la sistemazione del viale del Ministero degli Esteri e di piazza della Farnesina, Roma, con P. Ricatti, P. Conviti, Giovanni Drugman, Monica Manfredi, Alessandro Scandurra, 1998;
- Sistemazione dell'ambito circostante la chiesa di Santa Maria di Castello, Alessandria, con Monica Manfredi, 1998;
- Nuova Officina PRF-UMO, Castellammare di Stabia, (NA), con P. Ricatti, 1998,"[9][10]
- Porta Vittoria (concorso internazionale a selezione ristretta), Milano, con Emilio Battisti, Albori architetti associati (E. Almagioni, G. Borella, F.Riva), John Feather, Dario Vanetti, Franco Luraschi, Renato Restelli, Mario Guarnaccia, Gianni Urbano, Luigi Bosoni, Emanuela Guerra, Sandra Bonfiglioli, Francesco Borella, Dario Malosti, Gianni Micheloni, Gianfranco Prini, Piet J. Th.Schoots, 2001;
- Centrale termoelettrica EDISON (concorso a inviti), Simeri Crichi, (CZ), con Alessandro Scandurra, 2004;
- Risistemazione dell'asse monumentale del centro urbano (concorso internazionale a inviti), Montpellier, (Francia), con Alessandro Scandurra, 2004;
- Nuova Centrale Termoelettrica (concorso a inviti), Termoli, (CB), con Alessandro Scandurra, 2006;
- Chiesa di San Corbiniano (concorso a inviti), Quartiere Infernetto, (Roma), con studio GDMP, 2011;

### Design
- Lampada da tavolo "E 63", 1963;
- Apparecchi di illuminazione (per Francesconi), 1969;
- Lampada da tavolo "Lem", 1973;
- Lampada da tavolo "Metafora", 1980;
- Lampada da tavolo "Veronese" (per Barovier & Toso), 1985;
- Tavolo di marmo (per Bigelli Marmi), 1989;
- Lampada "Franceschina" (per FontanaArte), con Francesca Riva, 1989;
- Lampada sospesa (per Barovier & Toso), 1989;
- Lampada "Gi-Gi" (per FontanaArte), 1990;
- Tappeto (per Driade), 1991;
- Lampada da tavolo "E 63" (per FontanaArte - riedizione), 1991;
- Dilem (per FontanaArte), 1991;
- Lampada "Filù" (per FontanaArte), con Francesca Riva, 1992;
- Scrittoio (per Driade), con G. Borrella, 1992;
- Poltrona (per Bellato), 1993;
- Tavolo (per Montina), 1997;
- Lampada "Rituale" (per FontanaArte), 2000.

### Allestimenti
- Bar Sem, via Piermarini a Milano, 1975;
- Negozio per IB Office, Padova, 1992,
- Sistemazione della hall di accesso al castello di Schönbrunn (progetto di concorso), con Francesca Riva, 1994;
- Sistema di arredi per ufficio per la IB Office, 1994;
- Ristrutturazione dell'atrio, della sala conferenze e della libreria del palazzo della Triennale di Milano, Milano, 1996;
- Allestimento della mostra "Frederick Kiesler: arte, architettura, ambiente", Triennale di Milano, Milano, 1996;
- Progetto di riorganizzazione funzionale e adattamento museale di Palazzo Barbaran da Porto, Vicenza, 1998;
- Allestimento della mostra "Carlo Scarpa", Centro Internazionale di Studi di Architettura Andrea Palladio, Vicenza, 2000;
- Allestimento della mostra "John Soane architetto (1753-1837)", Palazzo Barbaran da Porto, Vicenza, 2000;
- Allestimento della mostra "John Soane modern architecture in the making", Centre Canadien d'Architecture, Montréal, Quebec (Canada), 2001;
- Allestimento della mostra "Carlo Scarpa e l'origine delle cose", Biennale Architettura, Giardini di Castello, Venezia, 2008;
- Allestimento della mostra "L'Italia di Le Corbusier", Museo MAXXI, Roma, 2012.

## Riconoscimenti
Nel 2003 il progetto dei Magazzini Fincantieri di Castellamare di Stabia, firmato con Pierpaolo Ricatti e Cherubino Gambardella ha ricevuto il premio Medaglia d’Oro all’Architettura Italiana.
Nel corso della VI edizione (2018) della stessa manifestazione (Medaglia d’Oro all’Architettura Italiana) Umberto Riva è stato insignito della Medaglia d’Oro alla Carriera.